# 海口 (苗栗縣)
海口，是臺灣苗栗縣竹南鎮的一個傳統地域名稱，位於該鎮西南部。相較於今日行政區，其範圍大致包括中美里西南部、海口里、港墘里、大厝里西南端、開元里西部。

## 歷史
台灣清治末期至日治初期，海口地區為一街庄，稱為「海口庄」，隸屬於竹南一堡。該庄西北臨台灣海峽，東北與中港街為鄰，東與鹽館前庄為鄰，南邊隔中港溪與淡文湖庄、潭內庄、苦苓腳庄為界。
1901年（日治明治三十四年）11月，全台廢縣廳改設二十廳，該庄隸屬於新竹廳。1909年（明治四十二年）10月，合併二十廳為十二廳，該庄隸屬不變。1920年（大正九年），廢十二廳改設五州二廳，該庄改制為「海口」大字，隸屬於新竹州竹南郡竹南庄，大字下有「海口」、「港子墘」小字名。1940年，竹南庄升格為竹南街。
戰後竹南街改制為竹南鎮，隸屬於新竹縣，大字亦改制為里。1950年桃、竹、苗分治，竹南鎮改隸屬於苗栗縣。

## 聚落
本地區發展較早的聚落有海口尾、海口、魚藔、港仔墘、溫仔頭、塭內、塭仔頭等，在日治期初期的官方地圖上已有記載。此外，本地區尚有下竹圍、保安林、台拓、沙母崙聚落。

## 交通
國道3號又稱「福爾摩沙高速公路」，是台灣西部第二條縱向高速公路，大致以北北東—南南西走向轉東北—西南走向再轉北北東—南南西走向蜿蜒經過本地區中部偏西地帶。境內中部省道台1己線交會處設有竹南交流道，由此進出可快速連絡台灣西部國道3號沿線各地。
省道台61線又稱「西部濱海快速公路」，是八里至安南的快速公路，大致以北北東—南南西走向經過本地區，並與國道3號交叉於本地區中部偏西北。由該道路向北北東可前往香山並止於浸水橋北側，其後以省道台15線為代用道路；向南南西可前往後龍並止於通霄白沙屯，其後以省道台1線為代用道路。
省道台13甲線（全天路）是竹南至苗栗的幹道，也是省道台13線的舊路，大致以縱向蜿蜒經過本地區東部邊界外側。由該道路向北轉東北再轉北繞弧形轉為橫向並止於省道台13線路口，向南可前往造橋、高鐵苗栗站、苗栗田寮並止於省道台6線路口。
省道台1己線為國道3號竹南交流道連絡道，其西側端點位於本地區西部的省道台61線竹南交流道。由此向東南東經國道3號竹南交流道後轉東北東出境，再經省道台13甲線可前往流水潭附近並止於省道台1線、台13線共線路口。
縣道124號（保福路、開元路）是保安林至仙山口（原竹南至獅潭）的道路，其西側端點位於本地區西北部海邊道路路口。由此向東南轉東北東出境後，可前往竹南市區、頭份、三灣、南庄等地。

## 學校
- 海口國小(技嘉科技董事長 葉培城 母校)

## 廟宇
- 塭內德勝宮（王爺廟）

## 生態保護
- 塭仔頭紅樹林生態保護區